# Oskarström
Oskarström – miejscowość (tätort) w Szwecji, w regionie administracyjnym (län) Halland, w gminie Halmstad.
Według danych Szwedzkiego Urzędu Statystycznego liczba ludności wyniosła: 4172 (31 grudnia 2015), 4223 (31 grudnia 2018) i 4222 (31 grudnia 2019).